# لویی دولاژ

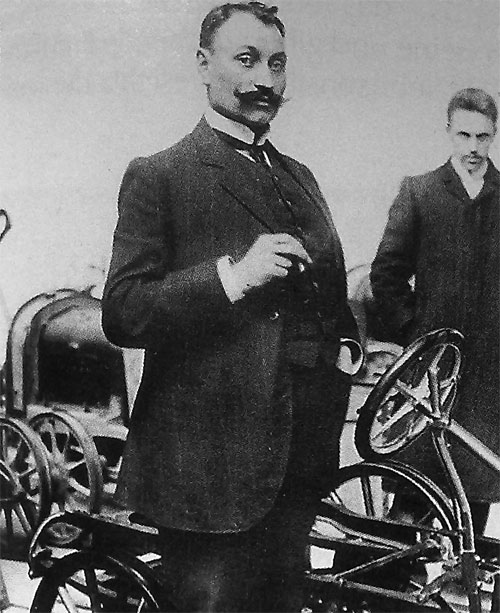
لویی دولاژ

لویی دولاژ (به فرانسوی: Louis Delâge؛ زادهٔ ۲۲ مارس ۱۸۷۴ – درگذشته ۱۴ دسامبر ۱۹۴۷) یک مهندس و سازنده خودرو پیشگام فرانسوی بود.
پیر لوئیز دولاژ در خانواده‌ای در کنیاک متولد شد. در کودکی بینایی یک چشم خود را از دست داد. در ۱۶ سالگی برای تحصیل در Arts et Métiers ParisTech در آنژه رفت و در سال ۱۸۹۳ با مدرک مهندسی فارغ‌التحصیل شد. سپس دولاژ به تعهدات نظامی خود عمل کرد و در الجزایر مستقر شد. او که در سال ۱۸۹۵ مرخص شد، در یک شرکت راه‌آهن در جنوب فرانسه کار پیدا کرد. در سال ۱۹۰۰ به پاریس نقل مکان کرد. در آنجا او تا سال ۱۹۰۳ در بخش مهندسی و طراحی یک شرکت خودروسازی موتوری کار کرد تا اینکه پیشنهاد پیوستن به شرکت خودروسازی نوپای رنو را دریافت کرد.
دولاژ به پتانسیل عظیم خودرو پی برد زیرا تقاضا به زودی از تولید پیشی گرفت. در سال ۱۹۰۵ که مملو از ایده‌های نوآورانه بود، پول کافی برای افتتاح یک کارخانه مونتاژ در انباری تغییر کاربری داده شده در لوالوآ-پره در حومه پاریس جمع‌آوری کرد. شرکت خودروسازی دولاژ به سرعت رشد کرد و وسایل نقلیه آنها به‌دلیل ظاهر شیک و کیفیت و به‌عنوان یک نیروی غالب در مسابقات اتومبیلرانی شهرت یافتند. رکود بزرگ دهه ۱۹۳۰ دامن زد و فروش خودرو به شدت کاهش یافت. در سال ۱۹۳۵ شرکت او مجبور به انحلال شد و حقوق نام دولاژ به شرکت خودروسازی دلاهیه به حراج گذاشته شد. مالکان جدید، دولاژ را با حقوق بازنشستگی ناگوار اخراج کردند.
لویی دولاژ تقریباً ۶۰ ساله بود که خود را در یک بحران مالی دید که با طلاقش بدتر شد. او در ایمان کاتولیک رومی خود به دنبال آرامش بود و چون فقیرتر از آن بود که بتواند ماشین بخرد، اغلب با پای پیاده یا با دوچرخه به صومعه مقدس سنت ترز در شهر لیزیو و به پناهگاه بانوی ما زیارت می‌کرد. لوردس. در سال ۱۹۴۷، در سن ۷۳ سالگی و تقریباً فقیر، لوئی دولاژ درگذشت. او در گورستانی در لو پک به خاک سپرده شده‌است.
در سال ۱۹۹۰، در زادگاهش کنیاک، یک مدرسه صنعتی به‌عنوان "Lycée professionnel Louis Delâge" به یاد او وقف شد.